# Camptoptera pulla
Camptoptera pulla är en stekelart som beskrevs av Girault 1909. Camptoptera pulla ingår i släktet Camptoptera och familjen dvärgsteklar. Inga underarter finns listade.